# Kościół św. Rodziny w Bratysławie
Kościół św. Rodziny (słowacki: Kostol Svätej rodiny) – kościół rzymskokatolicki w Petržalce, dzielnicy Bratysławy. Ma 448 miejsc. Budowa rozpoczęła się w lipcu 2001 r. i została ukończona w 2003 roku.
Kościół znajduje się na Chorvátske rameno, w pobliżu kompleksu budynków o nazwie Technopol. Znajduje się na miejscu, gdzie Jan Paweł II odprawił Mszę Świętą w 2003 r, dlatego plac ten nosić będzie imię Jana Pawła II.
W 2003 roku papież Jan Paweł II odwiedził kościół i odprawił mszę przed wejściem do kościoła. Brały w niej udział dziesiątki wiernych ze Słowacji oraz ościennych krajów.